# Дальневосточные речные раки
Дальневосточные речные раки (лат. Cambaridae) — крупное семейство пресноводных десятиногих ракообразных (Decapoda), содержащее более 400 видов. Большинство из видов распространены в Северной Америке к востоку от водораздела, например инвазивные виды Procambarus clarkii и Orconectes rusticus. Кроме того, некоторые представители распространены в Восточной Азии и Японии, например Cambaroides japonicus.
Молекулярные исследования, проведённые в 2006 году, показали, что семейство Cambaridae может быть парафилетическим, включать также семейство Astacidae, а статус рода Cambaroides — не выяснен.